# Nesowithius eburneus
Nesowithius eburneus es una especie de arácnido del orden Pseudoscorpionida de la familia Withiidae.

## Distribución geográfica
Se encuentra en Costa de Marfil.